# Kasztel (nadbudówka)

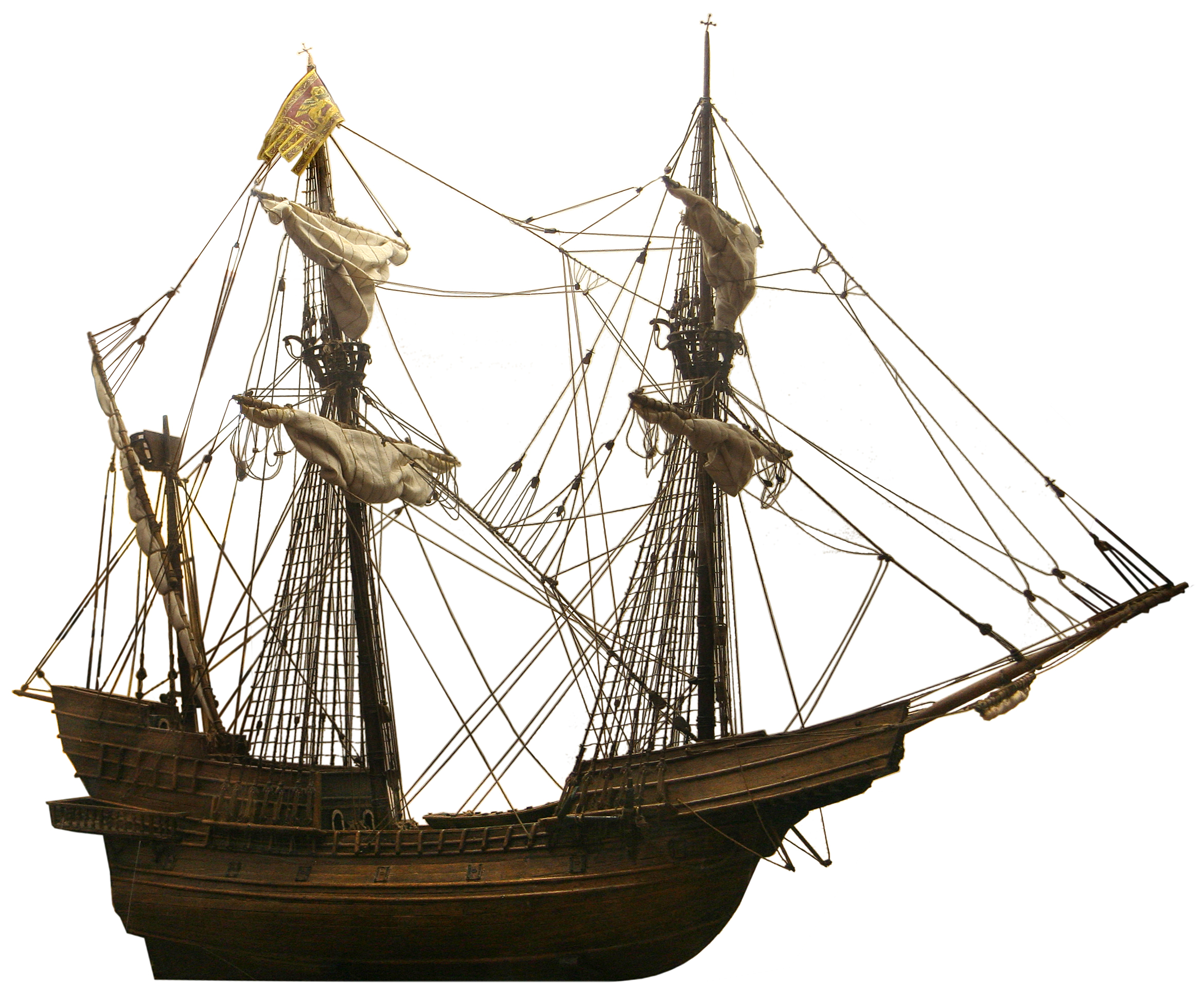
Model galeonu z kasztelami w Museo Storico Navale w Wenecji

Kasztel (z łac. castellum) – wysoka, często kilkupokładowa nadbudowa na XVI- i XVII-wiecznych żaglowcach. Wyróżniano kasztele dziobowe i rufowe. W kasztelu rufowym znajdowały się pomieszczenia dla oficerów, zaś w dziobowym dla załogi. Na obu kasztelach rozmieszczano stanowiska lekkich dział.
Wysokość rufowego kasztelu, umieszczonego zazwyczaj tuż za bezanmasztem, pozwalała na wykorzystywanie go jako punktu kierowania statkiem i dowodzenia w czasie bitwy.
Kasztele, zwłaszcza galeonów hiszpańskich, były bogato zdobione rzeźbami i jaskrawo malowane.